# Kościół Ducha Świętego w Poniatowej
Kościół Ducha Świętego w Poniatowej – rzymskokatolicki kościół parafialny należący do parafii pod tym samym wezwaniem (dekanat Opole Lubelskie archidiecezji lubelskiej).
W 1979 roku uzyskano pozwolenie na budowę. W 1980 roku zakupiono plac pod budowę kościoła, uzbrojono teren, wybudowano tymczasową kaplicę i ołtarz polowy. 26 października 1980 plac i krzyż poświęcił biskup Bolesław Pylak, odprawiona została pierwsza msza święta. W 1981 roku rozpoczęła się budowa, 18 października 1981 roku został wmurowany kamień węgielny. W 1985 roku został ukończony kościół dolny, górny został przykryty dachem, poświęcone zostały trzy dzwony. 20 maja 2002 roku arcybiskup Józef Życiński konsekrował świątynię.
Projektantem zespołu sakralno-użytkowego jest architekt Roman Orlewski. Zespół tworzą połączone budynki kościoła, szkoły katechetycznej i plebanii. Świątynia ma kształt zbliżony do koła o promieniach 14-16 m, o powierzchni około 700 metrów kwadratowych. Do jego bryły dostawiona jest wieża o wysokości, razem z krzyżem 42 metrów, mniejsza wieża umieszczona jest centralnie na dachu. Wnętrze podzielone jest na nawę główną, kaplicę i zakrystię. Kaplica i główny kościół są połączone oknem witrażowym.